# Villogorgia serrata
Villogorgia serrata är en korallart som beskrevs av Nutting 1910. Villogorgia serrata ingår i släktet Villogorgia och familjen Plexauridae. Inga underarter finns listade i Catalogue of Life.